# Філо (Каліфорнія)
Філо (англ. Philo) — переписна місцевість (CDP) в США, в окрузі Мендосіно штату Каліфорнія. Населення — 319 осіб (2020).

## Географія
Філо розташоване за координатами 39°3′57″ пн. ш. 123°26′43″ зх. д. / 39.06583° пн. ш. 123.44528° зх. д. (39.065713, -123.445304).  За даними Бюро перепису населення США в 2010 році переписна місцевість мала площу 5,28 км², уся площа — суходіл.

## Демографія
Згідно з переписом 2010 року, у переписній місцевості мешкало 349 осіб у 98 домогосподарствах у складі 66 родин. Густота населення становила 66 осіб/км².  Було 117 помешкань (22/км²).
Расовий склад населення:
| - 49,0 % — білих - 1,4 % — азіатів - 1,1 % — корінних американців - 0,6 % — чорних або афроамериканців - 45,0 % — осіб інших рас |

До двох чи більше рас належало 2,9 %. Частка іспаномовних становила 58,5 % від усіх жителів.
За віковим діапазоном населення розподілялося таким чином: 32,4 % — особи молодші 18 років, 58,4 % — особи у віці 18—64 років, 9,2 % — особи у віці 65 років та старші. Медіана віку мешканця становила 30,4 року. На 100 осіб жіночої статі у переписній місцевості припадало 118,1 чоловіків;  на 100 жінок у віці від 18 років та старших — 122,6 чоловіків також старших 18 років.
За межею бідності перебувало 27,8 % осіб, у тому числі 37,3 % дітей у віці до 18 років та 0,0 % осіб у віці 65 років та старших.
Цивільне працевлаштоване населення становило 180 осіб. Основні галузі зайнятості: виробництво — 23,3 %, фінанси, страхування та нерухомість — 20,0 %, будівництво — 18,3 %.

## Відомі жителі
- Берніс Бін — китайсько-американська художниця-лесбійка.